# Tomopteris planktonis
Tomopteris planktonis är en ringmaskart som beskrevs av Carl Apstein 1900. Tomopteris planktonis ingår i släktet Tomopteris och familjen Tomopteridae. Arten har ej påträffats i Sverige. Inga underarter finns listade i Catalogue of Life.